# Hoplita

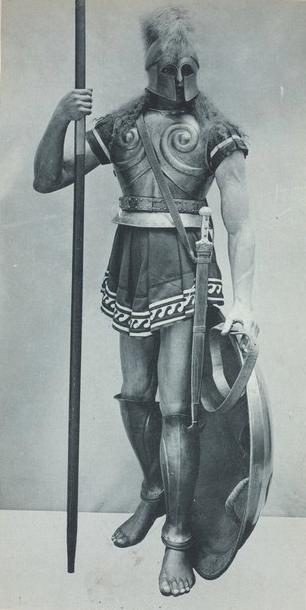
Hoplita, impressão da coleção de trajes militares Vinkhuijzen

Hoplita (do grego ὁπλίτης, transl. hoplítes, pelo latim hoplites) era, na Era Clássica da Grécia antiga, um cidadão-soldado de infantaria pesada. Seu nome provém do grande escudo levado para as batalhas: o hóplon. O hoplita era o principal soldado grego da antiguidade. Sua armadura era composta de elmo, couraça (peito de armas), escudo e cnêmides. Carregavam uma longa lança ou pique de 2,5 m geralmente, e uma espada curta para combates de curta distância.
Os exércitos de hoplitas lutavam corpo a corpo em densas colunas, formação da falange, com a ponta das lanças de várias fileiras se projetando para fora da formação golpeando na altura do peito. Apresentavam um formidável bloco de lanças sustentado acima dos ombros. Na batalha, eles avançavam sobre o inimigo como se fossem uma parede de escudos, golpeando com suas lanças sobre os escudos. Os homens posicionados na parte de trás empurravam os que estavam na frente e golpeavam sobre eles. Essas aterrorizantes batalhas corpo a corpo normalmente eram curtas, mas fatais. Lutar em curta distância nessa formação requeria treinamento e disciplina que se tornaram um estilo de vida.
Antes da ascensão dos hoplitas, a maioria das batalhas envolvendo exércitos consistia em arco e flecha e posicionamento. Os gregos tornaram a guerra pessoal e intensa e os hoplitas, então os melhores soldados de infantaria do mundo, dominaram os campos de batalha antigos durante séculos até serem suplantados pelos mais flexíveis e funcionais legionários romanos.

## História

### Introdução: Grécia dapóleis

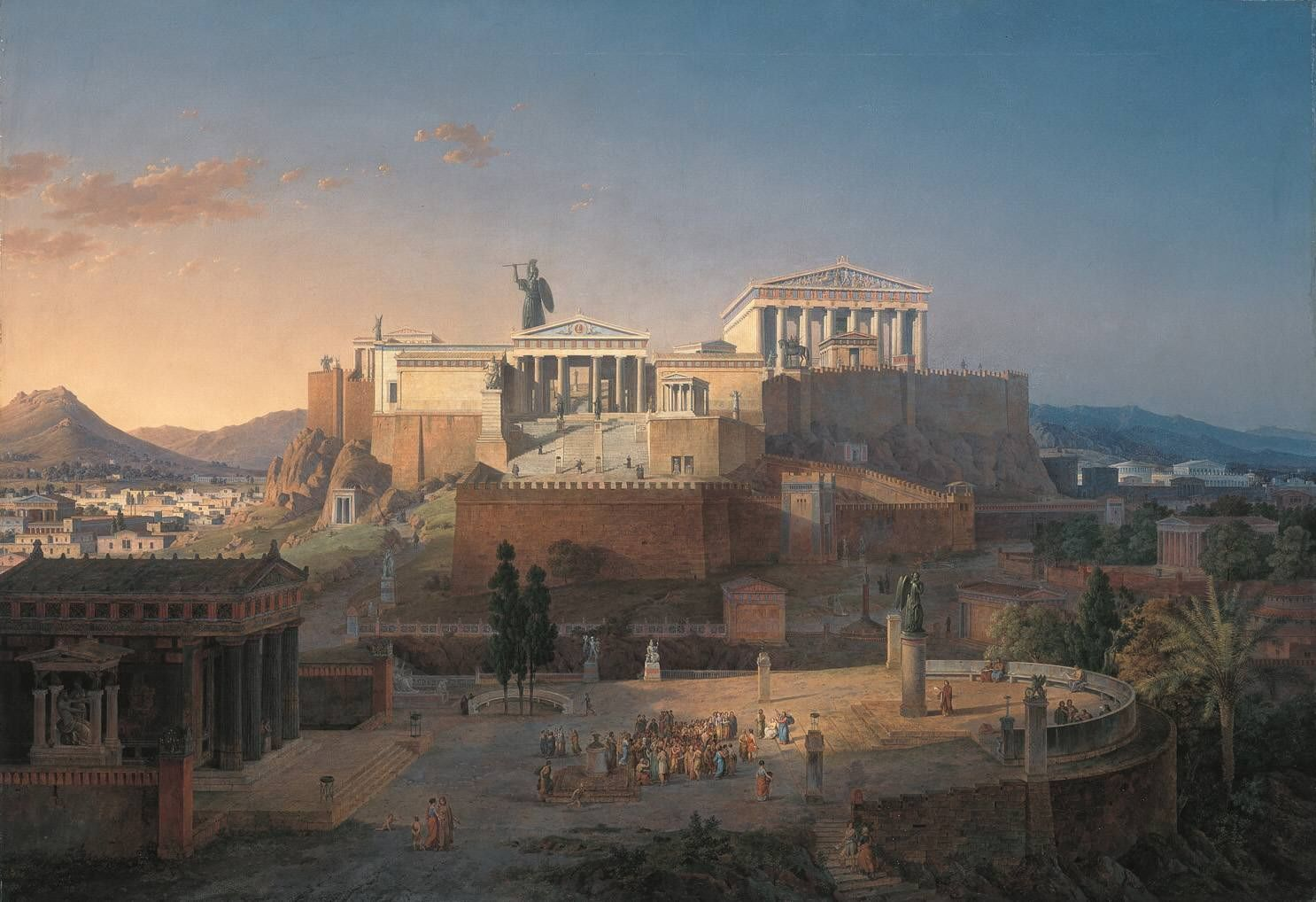
Acrópole de Atenas - pintura de Leo von Klenze, 1846 (Neue Pinakothek, Munique)

Baseada na atividade e contínua participação dos habitantes livres na vida política, a polis (em grego clássico: πόλις – trad.: “cidade”; plural πόλεις, póleis) foi o modelo de cidades-estado típico da Grécia antiga. Em contraste com outras cidades-estado da antiguidade, a peculiaridade da póleis não era tanto a forma de governo democrática (como em Atenas) ou oligárquica (como em Esparta), mas antes a isonomia. Segundo este princípio, todos os cidadãos livres estavam sujeitos às mesmas normas de direito, conceito que identificava a ordem natural do universo com as leis da cidade.
Aparecendo por volta do século VIII a.C., no final da Idade Média Helénica (1100–800 a.C.), o longo período de caos sociopolítico desencadeado pelo colapso da civilização micénica (em geral pelo chamado "colapso da Idade do Bronze") e pela descida dos dórios, a pólis tornou-se o verdadeiro centro político, económico e militar do mundo grego. Cada pólis estava organizada de forma autónoma, de acordo com as suas próprias leis e tradições. Concebida como uma comunidade política, esta nova cidade baseou-se na: (i) estabilidade das comunidades no território, (ii) desenvolvimento da economia agrícola, (iii) dispersão da propriedade da terra, (iv) crescimento demográfico e (v) melhoria do nível de vida. As póleis eram originalmente pequenas comunidades auto-suficientes, governadas por governos autónomos: uma espécie de pequenos Estados independentes uns dos outros. 
A natureza autónoma da póleis deriva da conformação geográfica do território da Grécia, que impedia trocas fáceis entre as várias áreas urbanas, uma vez que era predominantemente montanhosa. A península grega e as ilhas do mar Egeu são, na realidade, territórios maioritariamente áridos, enquanto a península é caracterizada por colinas íngremes e distingue-se pela ausência de bacias hidrográficas ou planícies significativas. Isto resultou numa escassez crónica de alimentos e em dificuldades nas comunicações internas, circunstância que dificultou tangivelmente qualquer tentativa de unificação política. Daí a tensão dos Gregos em relação ao mar: todas as póleis, com as notáveis excepções de Tebas e Esparta, eram cidades portuárias, como é o caso de Atenas (com o muito famoso porto de Pireu) e Corinto na península, de Mileto Éfeso na Ásia Menor, ou das ilhas de Samos e Quios (não muito longe da costa da Anatólia). O resultado óbvio destes factores foi o início, já na era contemporânea à afirmação da pólis, da colonização grega do Mar Mediterrâneo que, retomando as relações comerciais já presentes na época da koinè de Bronze, exportou a cultura grega, o modelo da pólis e a figura do hoplita para fora da metrópole.

### Origens: A "Revolução Hoplita"
O momento exacto em que a "Revolução Hoplita", como lhe chamou o arqueólogo Anthony Snodgrass, mudou definitivamente a guerra heróica/homérica é ainda hoje impreciso. A teoria predominante, no entanto, situa-a entre o século VIII ou VII a.C., quando «a era heróica [id est a Idade Média Helénica] foi abandonada e foi introduzido um sistema [militar] muito mais disciplinado», enquanto, do ponto de vista tecnológico, o escudo argivo, muito mais manejável do que o antigo escudo micénico, tornou-se popular. Dada a evolução tecnológica e estrutural, o historiador Peter Krentz defende que «a ideologia da guerra hoplita como competição ritualizada não se desenvolveu no século VII a.C., mas apenas depois de 480 a.C., quando as armas não hoplitas começaram a ser excluídas da falange.» O antropólogo Anagnostis Agelarakis, com base nas recentes descobertas arqueoantropológicas do mais antigo poliandrion monumental (um sepultamento comunitário de guerreiros homens) na ilha de Paros, terá sufragado a existência da falange hoplita no último quartel do século VIII a.C.

## Hoplitas espartanos
Os espartanos consideravam-se os únicos e verdadeiros hoplitas. Os seus filhos eram educados no mundo da guerra e no uso de armas por uma estrutura especial criada pelo legislador semimítico Licurgo (séculos IX-VIII a.C.), o agoghé (ver secção "Treino"). Este sistema foi introduzido por volta de 669 a.C., quando Esparta sofreu uma duríssima derrota às mãos de Argos, o precursor do uso da falange, durante a já referida Segunda Guerra Messénia. O sistema que se seguiu, a eunomia, permitiu ao hoplita espartano afirmar-se, primeiro no plano militar e depois no social. Os espartanos, que se auto-intitulavam "homoioi" (lit. "iguais"), viviam apenas para a guerra e para a política, enquanto o trabalho manual era atribuído aos hilotas, a população pré-dórica da região reduzida pelos esparciatas a uma condição de semi-escravatura.
Ao contrário de outras cidades-estado, os cidadãos livres de Esparta serviram como hoplitas durante toda a sua vida, treinando e exercitando-se em tempos de paz, o que deu a Esparta um exército permanente e profissional. Normalmente pequeno, com cerca de 6 000 soldados no seu auge e não mais do que 1 000 no seu nível mais baixo, dividido em seis more (em grego clássico: μόρα; romaniz.: mòra), efetivamente batalhões, O exército espartano era temido pela sua disciplina e ferocidade. O serviço militar era o principal dever dos homens espartanos, e a sociedade espartana estava organizada em torno do seu exército. O serviço militar para os hoplitas espartanos durava pelo menos até aos 40 anos, por vezes até aos 60 anos ou mais, dependendo da capacidade física do homem para combater no campo de batalha. Um corpo particularmente elitista era a agêma (em grego clássico: ἄγημα; romaniz.: agèma), lit. a guarda do rei.
Os espartanos foram uma força inovadora na arte militar na Grécia Antiga. A organização do seu exército era constantemente atualizada por reformas periódicas e as armas que utilizavam eram do modelo mais recente. Estiveram também na vanguarda do desenvolvimento de táticas militares e foram responsáveis por muitas novas estratégias. Os hoplitas espartanos não eram apenas famosos pelo seu treino e disciplina, mas também pela sua maneira de lutar: eles sozinhos, por exemplo, abriam hostilidades marchando ao ritmo da música de flautas (não é coincidência que os tocadores de flauta, dentro da sociedade espartana, gozassem de um respeito particular) em vez de uma carga frequentemente desordenada.